# Kancléřství pařížských univerzit
Kancléřství pařížských univerzit (francouzsky Chancellerie des universités de Paris) je správní orgán v rámci Pařížské akademie v oblasti vysokoškolského vzdělávání v Paříži. Jedná se o veřejnou instituci s právní subjektivitou a finanční samostatností, která je pod dohledem ministerstva školství. V jeho čele stojí vicekancléř a generální sekretář. Vzniklo 30. prosince 1971.

## Funkce
Kancléřství pařížských univerzit slouží rektorovi-kancléři při správě jednotlivých vysokých škol, které spadají pod tzv. Pařížskou akademii. Hlavním posláním je každodenní správa majetku vysokých škol a meziuniverzitních knihoven a kontrola finančních prostředků státu. Zajišťuje rovněž správu objektů, které přešly z bývalé Pařížské univerzity - Sorbonna, Vila Finaly ve Florencii, zámek Ferrières, Bibliothèque littéraire Jacques Doucet a další majetek. Vzhledem ke specifickému postavení regionu Île-de-France je kancléřství v některých otázkách příslušné zabývat se i 17 univerzitami, které leží mimo hranice města Paříž na území tohoto regionu. Proto je jeho organizace mírně odlišná od jiných podobných univerzitních úřadů ve Francii. Jeho správní radu tvoří osm osob jmenovaných ministrem místo obvyklých čtyř. Když rada projednává záležitosti majetku svěřeného kancléřství na základě výjimky Pařížské akademie, účastní se jednání i ředitelé dotyčných institucí.
Podle královského výnosu ze dne 16. května 1821 bylo sídlo rektorátu Pařížské akademie umístěno na dobu neurčitou v prostorách Sorbonny. Po rekonstrukci Sorbonny na konci 19. století získal rektor-kancléř prostory v severní části budovy. Od svého vzniku po rozdělení Pařížské univerzity má kancléřství místnosti na Sorbonně i v jiných dalších stavbách v Paříži.